# Selliguea albidopaleata
Selliguea albidopaleata är en stensöteväxtart som först beskrevs av Edwin Bingham Copeland, och fick sitt nu gällande namn av Barbara S. Parris. Selliguea albidopaleata ingår i släktet Selliguea och familjen Polypodiaceae. Inga underarter finns listade.